# Финале Купа победника купова у фудбалу 1980.
Финале Купа победника купова 1980. одржано је на стадиону Хејсел у Бриселу 14. маја 1980. године. Утакмица је одиграна пред око 40.000 гледалаца. Утакмица је играна између Валенсије и Арсенала, а завршена је резултатом 0:0 а Валенсија је победила после бољег извођења једанаестераца 5:4.

## Пут до финала
| Valencia         | Valencia | Valencia | Valencia |                | Arsenal         | Arsenal | Arsenal | Arsenal |
| ---------------- | -------- | -------- | -------- | -------------- | --------------- | ------- | ------- | ------- |
| Opponent         | Agg.     | 1st leg  | 2nd leg  |                | Opponent        | Agg.    | 1st leg | 2nd leg |
| Boldklubben 1903 | 6–2      | 2–2 (A)  | 4–0 (H)  | First round    | Fenerbahçe      | 2–0     | 2–0 (H) | 0–0 (H) |
| Rangers          | 4–2      | 1–1 (H)  | 3–1 (A)  | Second round   | 1. FC Magdeburg | 4–3     | 2–1 (H) | 2–2 (A) |
| Barcelona        | 5–3      | 1–0 (A)  | 4–3 (H)  | Quarter-finals | IFK Göteborg    | 5–1     | 5–1 (H) | 0–0 (A) |
| Nantes           | 5–2      | 1–2 (A)  | 4–0 (H)  | Semi-finals    | Juventus        | 2–1     | 1–1 (H) | 1–0 (A) |

## Утакмица

### Детаљи меча
| Valencia                                                    | 0–0 (п. с. н.) | Arsenal                                                 |
| ----------------------------------------------------------- | -------------- | ------------------------------------------------------- |
|                                                             | Извештај       |                                                         |
| Пенали                                                      |                |                                                         |
| Kempes · Solsona · Rodríguez · Castellanos · Bonhof · Arias | 5–4            | Brady · Stapleton · Sunderland · Talbot · Hollins · Rix |

| Valencia | Arsenal |

|                    |    |                     |  |      |
|                    |    |                     |  |      |
| GK                 | 1  | Carlos Pereira      |  |      |
| RB                 | 2  | José Carrete        |  |      |
| LB                 | 5  | Manuel Botubot      |  |      |
| DF                 | 4  | Ricardo Arias       |  |      |
| DF                 | 3  | Miguel Tendillo (c) |  |      |
| MF                 | 6  | Daniel Solsona      |  |      |
| MF                 | 7  | Enrique Saura       |  |      |
| RM                 | 8  | Rainer Bonhof       |  |      |
| MF                 | 10 | Javier Subirats     |  | 112’ |
| FW                 | 9  | Mario Kempes        |  |      |
| LM                 | 11 | Pablo Rodríguez     |  |      |
| Substitutes:       |    |                     |  |      |
| MF                 | 15 | Ángel Castellanos   |  | 112’ |
| Manager:           |    |                     |  |      |
| Alfredo Di Stéfano |    |                     |  |      |

|              |    |                 |  |      |
|              |    |                 |  |      |
| GK           | 1  | Pat Jennings    |  |      |
| RB           | 2  | Pat Rice (c)    |  |      |
| LB           | 3  | Sammy Nelson    |  |      |
| MF           | 4  | Brian Talbot    |  |      |
| DF           | 5  | David O'Leary   |  |      |
| DF           | 6  | Willie Young    |  |      |
| MF           | 7  | Liam Brady      |  |      |
| FW           | 8  | Alan Sunderland |  |      |
| FW           | 9  | Frank Stapleton |  |      |
| RM           | 10 | David Price     |  | 105’ |
| LM           | 11 | Graham Rix      |  |      |
| Substitutes: |    |                 |  |      |
| MF           | 12 | John Hollins    |  | 105’ |
| Manager:     |    |                 |  |      |
| Terry Neill  |    |                 |  |      |